# Último Resorte
Último Resorte fue un grupo punk español y, en sus últimos años, hardcore punk, de Barcelona (Cataluña, España), cuyo papel fue decisivo en la historia del punk en dicha ciudad. Después de la primera oleada del punk barcelonés de grupos como La Banda Trapera del Río, Basura y Mortimer, Último Resorte fue el grupo que mantuvo viva la llama del punk en el cambio de década.
Formados en 1979, no llegaron a publicar nada hasta 1982, fecha en la que el grupo había pasado por diversas mutaciones, con los consiguientes cambios de estilo. Publicaron entonces su primer EP, uno de los primeros discos punk de la «independencia» española, recordado no solo por eso, sino también por su cochambroso sonido y por la inclusión de siete temas en un disco de 7", lo que no era habitual en España. En 1983 publicaron su segundo disco, el EP de 12" Una causa sin fondo, con mejor y más maduro sonido. Se disolvieron en los primeros meses de 1984.
Un exmiembro de los Xerox, grupo contemporáneo de Último Resorte, en 1996 resumió la importancia del papel de estos así:

«Último Resorte fue el grupo que empezó a atraer gente de verdad. Cuando acababan una canción, en veinte metros cuadrados alrededor del escenario sólo quedaban los ganadores del pogo...»

## Historia

### Puramanía. Primeros años
El grupo Último Resorte lo formaron en el año 1979 un grupo de jóvenes del barrio de Collblanch de Hospitalet de Llobregat, San Baudilio de Llobregat y Barcelona: la cantante Silvia y el bajista Juanito, que serían los únicos componentes estables a lo largo de la agitada carrera del grupo, y Tommy (guitarra) y Miguel (batería, también conocido como Mike). Silvia era ya entonces una leyenda local entre los punks de la Ciudad Condal, sobre todo por haber fotografiado a Sid y Nancy durante su visita a Londres en 1978, en un episodio que terminó en un intercambio de patadas entre las dos chicas con estelar intervención del mismísimo Sid. Sobre la formación del grupo, Silvia declaró en 1984:

«Nos impulsó una idea fija: divertirnos no era el único motivo, sino más bien reunir a la gente en los locales, gente sin complejos, gente que tenía que derrochar su energía de alguna forma. Gente que dirigiera insultos a las instituciones.»

El grupo debutó a finales de ese mismo año en el Hospital Psiquiátrico de San Baudilio de Llobregat, con un «éxito apabullante» en palabras de los propios miembros del grupo:

«Los locos gritaban, salían corriendo, se tiraban de los pelos... auténticos punks... Fue increíble, todos los locos saltaban, bailaban, gritaban, corrían por los pasillos; estaban casi tan locos como nosotros; nos hubiera gustado que no nos dejaran salir de allí.»

Los cambios de formación comenzaron en seguida. En sus conciertos en febrero-marzo de 1980 (el 8 de febrero con el grupo 1984; el 22 de marzo con Clinic Humanoyds) en el Bar Texas, en la Plaza Real de Barcelona (en el mismo local donde después se ubicó el conocido club Sidecar), Jorge «Gabardino», de 16 años, había reemplazado a Tommy en la guitarra, mientras que Patrick Boissel (ex-Themrock, Dasbins, Canal 7, Lemo) sustituyó a Miguel, que se iba a hacer la «mili». En esta época acompañaba al grupo un violinista que se hacía llamar Scotty y que escribió la letra de una de las canciones del grupo, «La Bruja». El Bar Texas, por lo demás, era un cochambroso club de alterne que por alguna razón se había convertido en el lugar de encuentro del pequeño núcleo de punks barceloneses.
Esa formación era la que grababa la primera maqueta de los barceloneses, largo tiempo desaparecida hasta que su publicación en 2012 del LP Demo 1980 - Directo 1983 (Bilbao) por el sello Vómito Punk Rock. Esta cinta fue grabada en los locales de ensayo y sala de actuaciones El Garaje por Carlos Mira. Escribe Silvia en las notas del LP que por esta cinta fue la que enviño el guitarra Gabardino al programa de Jesús Ordovás en Radio 3.
Sobre esta cinta escribía TGL en La Fonoteca:

«La maqueta (con el inédito hasta ahora "Jhonny cogió su fusil") muestra una faceta de Último Resorte de lo más interesante. Algo más pausados, por la inseguridad propia de una primera grabación quizás, permite escuchar a la banda sin la ansiedad que provoca a veces la velocidad a la que quedaron registrados la mayoría de sus discos. Y es curioso porque es con esta aparente ralentización con la que uno podría incluso, en un arriesgadísimo ejercicio de atrevimiento dados los enfrentamientos y desencuentros entre ambas escenas, teorizar acerca de posibles lazos de unión o territorios comunes con Los Pegamoides más oscuros. Confieso que no me importa escuchar a los catalanes como se oye en esta maqueta.

En verano de 1980, la revista Vibraciones dedicaba un artículo a nuevos grupos de Barcelona, entre los cuales se hallaban Último Resorte y sus amigos de Tendre Temble (última encarnación de la saga Erizos - Psicópatas del Norte). UR (como a menudo se abrevia Último Resorte) se declaraban fanes de los Rezillos, los Dogs franceses, los Ramones y los primeros Ultravox (los de John Foxx, y en concreto UR mencionan la canción «My sex»). Muy significativa de la situación del punk en esa fecha es la declaración: 

«Queremos dar un speed y nos pueden poner cualquier etiqueta, las que quieran. Lo único que pasa con esto es que antes podíamos ser punks, ahora ya no».

Poco después de esa entrevista, la formación cambia de nuevo: Choli entra como guitarrista en lugar de Jorge «Gabardino», y poco después otro Jorge sustituye a Boissel en la batería. La formación se incrementa con Flint, encargado de maquillaje, peluquería e intendencia. Esta formación fue la que actuó en el festival de Briviesca, un pueblo de la provincia de Burgos, el 10 de agosto de 1980. Otros grupos que actuaron allí fueron los madrileños Paraíso (el grupo del excantante de Kaka de Luxe, «El Zurdo») y los Escaparates, grupo paralelo de los Pegamoides (con Alaska, Ana Curra y Eduardo Benavente). En el viaje a Briviesca, UR fueron acompañados por 16 punks enloquecidos, entre los cuales se contaba «Loquillo», que en esos años se codeaba tanto con los punks como con los rockers (siendo así que los unos se peleaban constantemente con los otros). En el festival, de dudoso éxito, la gente del pueblo miraba desde una montaña, impresionada. 
De los contactos con Alaska y con Loquillo vendrían poco después declaraciones favorables de ambos sobre UR, así como la invitación de los Pegamoides a Último Resorte a que participasen en el concierto de presentación de la nueva ola madrileña en el Palacio de los Deportes de Barcelona. En el mismo concierto actuaban los Trastos, Sissi y Greta. Último Resorte fueron los últimos en tocar y tuvieron buena aceptación, como reflejó la reseña de Jordi Tardà en Vibraciones.
La cuarta formación, con Choli a la guitarra y Jorge a la batería, fue un poco más estable que las anteriores y a principios de 1981 su repertorio incluía más de veinte canciones. El 5 de abril grabaron una maqueta, que se publicaría muchos años después, en 1994, como el LP Post mortem, y que constituye un documento para hacerse una idea de cómo sonaba el grupo en este periodo: se trata de un punk pop electrizante e histérico, con letras desquiciadas. El guitarrista Choli, de forma peculiar, no empleaba distorsión, y sin embargo el sonido del grupo no pierde agresividad por ello. Como un ejemplo de letra puede citarse la de «Puramanía» (título inspirado en el del primer LP de The Vibrators), compuesta, según declararon al Vibraciones en el número de verano de 1980 ya mencionado, a partir del diagnóstico psiquiátrico del bajista, diagnóstico gracias al cual este se pudo librar de cumplir el servicio militar:

«Soy un caso clínico de psicopatía,
depresión, histeria, fobia y puramanía.
Hipocondriasis, psicastenia y paranoia.
Soy esquizofrenia y pura manía social
y además quiero vengarme de la humanidad».

En mayo de 1981, tras un concierto en el Magic (Barcelona), les entrevistaba la revista Popular 1:

«Si hacer ruido es punk rock, hacemos punk rock... Nos gustan Dead Kennedys, Rezillos y los Residents. El punk es la muerte del rock. Somos biodegradables. Podemos llegar a ser mucho más bestias aún... Hemos cogido del punk lo más esencial, la sencillez de composición, lo violento y rudimentario... El punk aquí no tiene salida».

En esta época, como se mencionaba en el mismo artículo, les llegó alguna oferta de compañías discográficas; sin embargo, el grupo las rechazó.
En torno a la segunda mitad de 1981 llegaron nuevos cambios de formación: el batería Jorge dejó Último Resorte para unirse al grupo mod Sprays. Su reemplazo fue Panko (ex Soplamocos). Poco después, Choli, el nervioso guitarrista, fue llamado a filas, siendo sustituido por Juan Antonio Recio alias «Strong», junto al cual entró en el grupo su novia, la salvaje Rosa (famosa por su fiereza en la escena punk barcelonesa), la cual se haría cargo de los teclados (un sintetizador Korg MS 10).

### Agresividad controlada. Los discos.
La entrada de Panko y Strong marca un importante cambio de sonido del grupo. Es la época del novo punk, la influencia musical de Discharge y la ideológica de los Crass va notándose más en el ambiente, y Último Resorte no son inmunes a los nuevos vientos. Los comienzos de ese cambio de sonido pueden apreciarse en la maqueta grabada en otoño de 1981 por esta formación (aún sin Rosa) que aparece en el recopilatorio Qué difícil es ser punk publicado en 2000: las antiguas canciones han aumentado de velocidad, Panko parece esforzarse por meter por todas partes redobles a lo Discharge y a lo Penny Rimbaud y Strong introduce distorsión estilo white noise. Análogamente, también renuevan la imagen del grupo: Silvia cambia los trajes de plástico estilo Fay Fife por las redes bondage, Juanito se hace una cresta de mohicano, casi todos llevan cazadoras de cuero con tachuelas; chapas de Crass, dibujos de Discharge y nombres de grupos como Vice Squad pintados en las chaquetas, etc. 
Por otra parte, confirmando lo dicho sobre el giro hacia un punk más politizado, tras la breve vida (un número, a finales de 1981) del fanzine de Silvia y Juanito Vegetales podridos (nombre inspirado en el primer LP de Dead Kennedys), en 1982 Rosa y Strong, así como Alberto (futuro guitarrista de GRB), darían vida a un fanzine llamado El Drama del Horror (nombre claramente inspirado, por su lado, en la imaginería de Discharge), fanzine de planteamiento anarcopunk, análogo al de otros fanzines contemporáneos de otras zonas de España, como Penetración (Madrid) o Destruye!! y Brigada Criminal (Euskadi). Drama del Horror, por lo demás, fue en algún momento un grupo paralelo de Último Resorte.
El 27 de septiembre de 1981 organizan un concierto en el Ateneo de San Baudilio de Llobregat en el que también actúan los madrileños Zoquillos de Madrid y un par de grupos locales (Ruido Molesto y Disturbio, de El Prat de Llobregat), concierto que terminó con una pelea de gamberros locales con los punks. Aprovechando el encuentro, Silvia y Juanito entrevistaron a Zoquillos en el único número de su fanzine Vegetales podridos , donde también se entrevistaba a Ruido Molesto (grupo en el que militaban futuros miembros de Shit S.A.).
Los cambios de formación continúan: a finales de octubre, Panko deja Último Resorte para montar el grupo Attak, en el que será el cantante. 
Como nuevo batería reclutan al novato Peter Punk. Esta formación es la que por primera vez entra en unos estudios para grabar un disco -comenzaba la época dorada de los sellos independientes, que publicarían con el sello barcelonés Flor y Nata. El EP Último Resorte (propiamente sin título, también conocido por el nombre de la primera canción, «Cementerio Caliente»), publicado a comienzos de verano de 1982, fue uno de los primeros discos punk de la segunda ola del punk español, más o menos simultáneo al primer EP de Siniestro Total y el EP Quiero ser santa de Parálisis Permanente. En las revistas musicales se comentaba con asombro la osadía de incluir 7 temas en un disco de 7” (realmente, no tan impresionante comparado con los 12 temas del EP de Rudimentary Peni, anterior en más de medio año, pero que desde luego la prensa nacional desconocía). La portada, imitando un poco el estilo de las portadas del sello Crass, era desplegable. Según descripción de la propia Silvia, el disco es «una guarrada, pero directo y cortante». Testigo de la pobre calidad sonora era la advertencia de la portada: «Para una mejor audición este disco ha de ser escuchado a un volumen superior al normal». Las canciones antiguas aquí ya han doblado la velocidad en comparación con la maqueta de 1981, sonando al estilo novopunk, con ritmo D-beat en algunos de los temas. Las escasas dotes del novato batería contribuyen poco a mejorar la calidad del disco, considerado, no obstante, un clásico del punk español.
El EP vendió bastante bien para ser una publicación independiente, teniéndose que reeditar varias veces. Una copia llegó, con más de un año de retraso, al fanzine-revista Maximum RocknRoll, donde comentaron el sencillo favorablemente, como «la publicación con un sonido más actual que hemos recibido de España» (the most contemporary-sounding release which we received from Spain), recomendando en especial el primer tema («Cementerio caliente») por su «irresistible» estribillo.
Al regresar de la mili, el primer batería, Miguel, se reincorpora. Esta nueva formación dio un concierto en Vallirana con los Desechables y después se presentó, junto al grupo power pop barcelonés C-Pillos, en el templo de la nueva ola madrileña, el Rock-Ola, allá por septiembre de 1982. Una parte del público se empeñó en bajar a Silvia del escenario, mientras los de seguridad la agarraban para impedirlo; finalmente la arrastraron abajo y le quitaron la camiseta, dejándole los pechos al aire. Juanito bajó con el pie de micro arreando a diestro y siniestro, mientras Rosa procedía a arrojar botellas de cerveza; además, se montó una pelea entre público y personal de seguridad. Después del concierto, algunos esperaban al grupo fuera del local para continuar. A raíz de este suceso, Rock-Ola anunció que no montaría más conciertos punk (cosa que no cumplieron, pues posteriormente actuaron allí, por ejemplo, las Vulpes). 
El 12 de febrero de 1983, Último Resorte son invitados a participar en un «Carnaval Musical» gratuito en el Bar Cal Ignasi (barrio de Joanich, Barcelona), organizado por los Shit S.A., en el que también tocan Kangrena (con quienes Último Resorte compartían local por esas fechas), Minoría Moral y Dog Clown.
En primavera de 1983, Javi Sayes, creador del mencionado fanzine vasco Destruye!!, invita a Último Resorte a actuar en el Festival de Oñate, celebrado el 16 de abril, festival clave en la historia del punk vasco. El cartel, además de UR, incluía a Odio, Basura, las Vulpes, Cirrosis, RIP, Cicatriz en la Matriz. Las entradas costaban 300 pesetas. Último resorte tocaron ante un público numeroso y entregado. Se hicieron amigos de algunos de los grupos y sobre todo de las Vulpes, que les invitaron a una mini-gira que hacían por la zona. (Justo antes del escándalo mediático de las Vulpes, iniciado tras la retransmisión en el programa de TVE Caja de ritmos de la canción «Me gusta ser una zorra», el 23 de abril.)
Tras esta exitosa estancia en Euskadi, de nuevo para el sello Flor y Nata graban un EP de 12”, Una causa sin fondo, que se publicó en verano de 1983. El sonido, potente y limpio, es muy superior al del primer EP; contiene cinco temas, muy rápidos todos, salvo «Una guerra sin fondo», que recuerda un tanto al estilo de los Banshees. En algunos momentos de los temas rápidos se adivina ya la influencia no sólo del hardcore punk inglés sino también del americano: no en vano los MDC son mencionados en la larga dedicatoria de la contraportada, donde también son nombrados los Dead Kennedys, Iggy Pop (de quien Miguel era devoto), grupos anarcopunk (Crass, Subhumans, Dirt) y, entre los nacionales, los andaluces TNT, KGB y Slips & Sperma y los vascos RIP, Vulpes (se menciona también a Carlos Tena, el responsable de la aparición de estas en televisión que se convirtió en cabeza de turco de la polémica generada), Cicatriz en la Matriz y Javi «Destruye». La portada, al estilo de otras bandas anarcopunk, ofrece una imagen de guerra y tortura: una fotografía de un hombre joven fuertemente encadenado a un palo, con muestras visibles de haber sufrido tortura. (Esta imagen la han utilizado otros grupos punk en sus portadas; por ejemplo, el grupo de Los Ángeles The Patriots.)
Los días 9 y 10 de julio de 1983 dieron un par de conciertos de presentación de disco en el antiguo Zeleste (local clásico de los «progres» catalanes, que en torno a ese año al fin había abierto sus puertas a la nueva ola y, por ende, al punk). Entre tanto, la aparición del maxisingle les ganó una reseña muy positiva de Jaime Gonzalo en la revista Rock Espezial. El título del artículo de Gonzalo sobre U.R., «No es fácil ser punk», inspiró el del recopilatorio del sello Outline del año 2000.
El 12" también recibió una reseña de Maximum RocknRoll, esta vez con no tanto retraso. El disco tuvo el honor de ser reseñado por el famoso Pushead (Septic Death), que lo juzgó favorablemente, aunque añadiendo la curiosa observación de que «si hubiese un "Barrio Sésamo hardcore, tengo la sensación de que esta banda haría la banda sonora» (if there was a hardcore "Sesame Street", I have the feeling that this band would do the theme song).
Pero, tras un periodo de cierta inactividad del grupo, hacia finales de año, Strong y Rosa abandonan el grupo.

### Autodestrucción. El final
Con la incorporación de Marc alias «Goofy» como sustituto de Strong a la guitarra, Último Resorte se reducen de nuevo a cuarteto. Cuenta Silvia que en el debut de la nueva formación se pasó el concierto aguantando la caja al batería a la vez que cantaba; precariedad no rara en los grupos barceloneses de la época.
Esta formación fue la que teloneó, junto a Kangrena, a los MDC en su trascendental concierto en el Zeleste, los días 7 y 8 de febrero de 1984. La actuación de MDC, que combinaban el más radical anarcopunk en las letras con un brutal hardcore, dio pie al surgimiento de una escena underground de hardcore en Barcelona que no se haría esperar, convirtiendo a Barcelona en ciudad pionera en ese género en España, además de contribuir a que muchos punks abandonaran la actitud destroy heredada del 77 abriéndose a las ideas anarquistas y pacifistas del anarcopunk. 
Una de las dos actuaciones de Último Resorte fue grabada, habiendo quedado para la posteridad: se editó, primero, en un casete recopilatorio del sello de San Diego BCT Tapes, Spanish Hardcore (octubre de 1984), y posteriormente en el recopilatorio Qué difícil es ser punk de Outline (2000). En la grabación puede apreciarse la evolución hacia un hardcore aún más rápido y americanizado, especialmente en los dos temas nuevos («Guerra santa», «Preparados para frenar una guerra exterminadora»). Además, se puede oír a Silvia pronunciando una pequeña arenga política un poco a imitación de las parrafadas de Dave Dictor (MDC). 
Para entonces, Último Resorte habían hecho unos cincuenta conciertos. En una entrevista realizada hacia finales de 1983 por el fanzine Penetración, Silvia sugería que ya era hora de ir dejando paso a otros grupos nuevos. La disolución del grupo llegó poco después del concierto con MDC. La reaparición de Juanito y Miguel a los pocos meses debutando con el grupo hardcore GRB confirmó que una era terminaba y comenzaba otra nueva.

### Post mortem
Como se acaba de decir, Juanito y Mike formaron, junto a Ángel, exvocalista de Frenopaticss, y Alberto (ex Drama del Horror), el grupo hardcore GRB. Al cabo de un tiempo, Strong también se unió a este grupo. Para la actividad de estos miembros después de la disolución de GRB, véase el artículo sobre estos.
Silvia dejó la música durante muchos años. En 1986 escribió un par de letras para GRB. A mediados de los años 1990 reapareció como cantante del grupo Berlín 80, denominado como una de las canciones de Último Resorte. Este grupo produjo una maqueta en formato CD (Buscando gente rara, 2000) y un álbum, Punk fiction (2002). Posteriormente, hacia 2005, el núcleo de Berlín 80, Silvia y el guitarrista Wilko, crearon el grupo Algo Tóxico.
Otros exmiembros de Último Resorte que siguieron activos en el mundo de la música:
- Patrick Boissel mantuvo el grupo Lemo unos años más después de su salida de UR en 1980.

- El batería Jorge pasó a formar parte del grupo mod Sprays.

- El guitarrista Jorge «Gabardino» formó, ya sin el alias, el dúo tecno pop Líneas Aéreas, que a comienzos de 1983 publicó un EP en Flor y Nata.

- El batería Panko formó Attak, donde era cantante. A eso siguieron muchos proyectos; entre otros, lideró el grupo La Esencia. En los años 1990 reapareció como DJ Panko y a finales de la misma década se hizo miembro del grupo Ojos de Brujo, el cual ha obtenido considerable éxito y prestigio en  los años 2000 .
- Rosa formó parte por un tiempo de la primera formación de Sentido Común. Posteriormente se fue a vivir a Ámsterdam.

En 1994 el sello Tralla Records editó el disco Post mortem, que contenía la maqueta de abril de 1981 así como un libreto con las letras, fotografías y recortes de prensa, además de una biografía del grupo realizada por Silvia.
En torno a 1999, el sello Munster Records reeditó el EP.
En el año 2000, el sello Outline Records publicó la recopilación Qué difícil es ser punk, que incluía el 12", el EP, una maqueta de 1981 con Panko a la batería y temas en vivo de uno de los conciertos con MDC de febrero de 1984.
En mayo de 2006 tuvo lugar un concierto único de reunión de Último Resorte en la sala KGB, como homenaje a la recientemente fallecida Rosa, teclista entre 1981 y 1983. Participaron en el acto los exmiembros Silvia, Juanito, Strong, Miguel y Marc Viaplana. Como teloneros actuaron Algo Tóxico (con Silvia a la voz) y Supongo Cariño (con Juanito al bajo), así como el grupo invitado Piorreah, entre otros.

## Miembros
(La siguiente lista es una versión simplificada de la compleja sucesión de formaciones del grupo.)

### Primera formación (1979)
- Silvia Escario - voz
- Juanito - bajo
- Tommy - guitarra
- Miguel Coll «Mike» - batería

### Segunda formación (1980, primera mitad)
- Silvia Escario - voz
- Juanito - bajo
- Jorge Guber «Gabardino» - guitarra (1980)
- Patrick Boissel - batería (1980)

### Tercera formación (1980, segunda mitad - 1981, primera mitad)
- Silvia Escario - voz
- Juanito - bajo
- Jorge Tremosa «Choli» - guitarra
- Jorge Yepes - batería

### Cuarta formación (finales de 1981)
- Silvia Escario - voz
- Juanito - bajo
- Juan Antonio Recio «Strong» - guitarra
- Rosa - sintetizador
- Panko - batería

### Quinta formación (1982)
- Silvia Escario - voz
- Juanito - bajo
- Strong - guitarra
- Rosa - sintetizador
- Peter - batería

### Sexta formación (1983)
- Silvia Escario - voz
- Juanito - bajo
- Strong - guitarra
- Rosa - sintetizador
- Miguel «Mike» - batería

### Séptima formación (principios de 1984)
- Silvia Escario - voz
- Juanito - bajo
- Marc Viaplana «Goofy» - guitarra (1984)
- Miguel «Mike» - batería

## Discografía
- EP Último Resorte (Flor y Nata, verano de 1982).
- 12" EP Una causa sin fondo (Flor y Nata, verano de 1983).
- LP Post mortem (Tralla Records, 1994). Maqueta grabada en abril de 1981.
- CD Qué difícil es ser punk (Outline Records, 2001).

### Apariciones en recopilaciones
- «Johny mofeta» en el LP recopilatorio Fiesta independiente (C.O.S.A., 1983)
- Varios temas en directo (grabados el 7/2/84) en la casete recopilatoria Spanish HC (BCT Tapes, Estados Unidos, 1984).
- Inclusión del maxisencillo Una causa sin fondo completo en el LP recopilatorio pirata Five old spanish punkrock twelve inches (KBD 202, s/f, mediados-finales de la década de 1990). (Esta edición tiene de particular la eliminación del puente de ruidos sintetizados entre «Agresividad controlada» y «Presos» y el uso de un «fade» al comienzo de «Autodestrucción»).
- «Agresividad controlada» en el CD recopilatorio Viva la punk (Revelde - Fonomusic, 2001)